# Eupsophus contulmoensis
Az Eupsophus contulmoensis a kétéltűek (Amphibia) osztályának békák (Anura) rendjébe és az Alsodidae családba, azon belül az Eupsophus nembe tartozó faj.

## Előfordulása
Az Eupsophus contulmoensis Chile endemikus faja. A Nahuelbuta-hegység nyugati lejtőin, a Biobío-folyótól délre Tirúa városig honos 50–350 m-es tengerszint feletti magasságban.

## Megjelenése
Közepes termetű békafaj, testhossza 34–42,5 mm. Háta lilás színű, egyes példányoknál hosszanti sárga csíkkal. Végtagjai sárga színűek. Hasa barna, sárga foltokkal tarkított vagy egyöntetűen élénksárga. A fej és a test oldalán szabálytalan sárgás foltok találhatók.

## Természetvédelmi helyzete
A vörös lista a veszélyeztetett fajok között tartja nyilván. Populációja csökken, erősen fragmentált. A faj számára a mezőgazdaság és fakitermelés jelent veszélyt. 